# Pentidotea recta
Pentidotea recta is een pissebed uit de familie Idoteidae. De wetenschappelijke naam van de soort is voor het eerst geldig gepubliceerd in 1990 door Rafi & Laubitz.